# Heterohelicida
Heterohelicida es un orden de foraminíferos (clase Foraminiferea, o Foraminifera), cuyos taxones han sido tradicionalmente incluidos en el suborden Globigerinina del orden Globigerinida. Su rango cronoestratigráfico abarca desde el Aptiense (Cretácico inferior) hasta la Actualidad.

## Clasificación
Heterohelicida incluye a la siguiente superfamilia:
- Superfamilia Heterohelicoidea

También ha sido considerada la siguiente superfamilia:
- Superfamilia Globoconusoidea